# 100 крупнейших авиационных катастроф в СССР

Мемориал на месте катастрофы с участием двух Ту-134, произошедшей 11 августа 1979 года близ Днепродзержинска (сейчас Каменское)

Данный список включает в себя 100 крупнейших (по числу погибших) авиационных катастроф, произошедших в СССР. Катастрофы расположены по убыванию общего числа погибших в происшествии. Если число погибших совпадает, то приоритет имеет более ранняя катастрофа. Число погибших определяется сложением погибших на борту самолёта с погибшими на земле. Если человек погиб по истечении 30 дней с момента происшествия, то это классифицируется как «вред здоровью со смертельным исходом», поэтому он не учитывается как погибший. Столкновение самолётов рассматривается как одна катастрофа.
Из приведённых в списке катастроф 16 имеют более 100 погибших. Крупнейшая катастрофа на территории СССР и в истории всей советской авиации (до 1991 года включительно) произошла 10 июля 1985 года с самолётом Ту-154 в Навоийской области близ Учкудука (Узбекская ССР), при этом погибли 200 человек.
В некоторых источниках крупнейшей авиакатастрофой в СССР указывают пограничный инцидент, произошедший 1 сентября 1983 года над проливом Лаперуза у острова Сахалин, когда советским истребителем был сбит Boeing 747 южнокорейской авиакомпании Korean Air Lines, дважды нарушивший государственную границу СССР; при этом погибли 269 человек. Однако в процессе падения самолёт пересёк границу, выйдя в открытый океан, где и врезался в воду. Таким образом, фактически эта авиакатастрофа произошла в нейтральных водах Тихого океана, то есть за пределами Советского Союза. На позиционной карте (см. ниже) место катастрофы обозначено как KE007 (номер рейса).

## Список
- Число погибших (ЧП) — общее число погибших в катастрофе, за исключением смертельно раненных (погибли позже, чем через 30 дней).
- Дата — указана по часовому поясу места катастрофы.
- Иллюстрация — изображение воздушного судна, аналогичного разбившемуся.
- Воздушное судно (ВС) — тип разбившегося воздушного судна. В случае столкновения указаны только воздушные суда, на которых были погибшие.
- Оператор — компания, которая выполняла рейс. Для воздушных судов Аэрофлота указаны авиаотряды (авиагруппы) и управления, а для военной авиации — авиаполки.
- Место — место катастрофы.
- Описание — краткое описание катастрофы.
- Источник (И) — ссылка на источник.

| №   | ЧП  | Дата                  | Изображение               | ВС               | Оператор                            | Место                                              | Описание | И       |
| --- | --- | --------------------- | ------------------------- | ---------------- | ----------------------------------- | -------------------------------------------------- | --- | ------- |
| 1   | 200 | 10 июля 1985 года     |                           | Ту-154Б-2        | Ташкентский ОАО                     | Кокпатас, близ Учкудука, Навоийская область        | Из-за ошибки экипажа упал с эшелона                                                                                  | [ 2 ]   |
| 2   | 178 | 11 августа 1979 года  |                           | Ту-134А Ту-134АК | Кишинёвский ОАО Минский ОАО         | Петриковский район, близ Днепродзержинска          | Столкновение в воздухе                                                                                               | [ 5 ]   |
| 3   | 178 | 11 октября 1984 года  |                           | Ту-154Б-1        | Толмачевский ОАО                    | Омск-Центральный                                   | При посадке столкнулся с аэродромными машинами                                                                       | [ 6 ]   |
| 4   | 174 | 13 октября 1972 года  |                           | Ил-62            | Шереметьевский ОАО                  | Нерское озеро, Московская область                  | Заходя на посадку, потерял высоту и врезался в землю                                                                 | [ 7 ]   |
| 5   | 166 | 8 июля 1980 года      |                           | Ту-154Б-2        | Алма-Атинский ОАО                   | Алма-Ата                                           | При взлёте в сильную турбулентность упал на город                                                                    | [ 8 ]   |
| 6   | 132 | 28 июня 1982 года     |                           | Як-42            | 1-й Ленинградский ОАО               | Вербовичи, близ Наровли, Гомельская область        | Отказ привода стабилизатора и падение с эшелона                                                                      | [ 9 ]   |
| 7   | 122 | 18 мая 1972 года      |                           | Ан-10А           | Харьковский ОАО                     | Русская Лозовая, близ Харькова                     | В полёте разрушилось крыло                                                                                           | [ 10 ]  |
| 8   | 122 | 13 октября 1973 года  | Ту-104Б компании Аэрофлот | Ту-104Б          | Тбилисский ОАО                      | близ Яковлева, Московская область                  | Упал при заходе на посадку из-за отказа приборов                                                                     | [ 11 ]  |
| 9   | 120 | 23 июня 1969 года     |                           | Ан-12БП Ил-14М   | 600 ВТАП Симферопольский ОАО        | Юхновский район Калужской области                  | Столкновение в воздухе                                                                                               | [ 12 ]  |
| 10  | 111 | 6 марта 1976 года     |                           | Ил-18Е           | 1-й Ереванский ОАО                  | близ Верхней Хавы, Воронежская область             | Врезался в землю после отказа электропитания и приборов                                                              | [ 13 ]  |
| 11  | 110 | 23 декабря 1984 года  |                           | Ту-154Б-2        | 1-й Красноярский ОАО                | близ Емельяново, Красноярский край                 | Пожар на борту из-за отказа двигателя                                                                                | [ 14 ]  |
| 12  | 109 | 1 октября 1972 года   |                           | Ил-18В           | Внуковский ОАО                      | Чёрное море, близ Сочи                             | Упал в море после взлёта                                                                                             | [ 15 ]  |
| 13  | 109 | 27 апреля 1974 года   |                           | Ил-18В           | 1-й Ленинградский ОАО               | Шушары, Ленинградская область                      | Пожар и разрушение двигателя при взлёте                                                                              | [ 16 ]  |
| 14  | 108 | 30 сентября 1973 года |                           | Ту-104Б          | Хабаровский ОАО                     | близ Кольцова, Свердловская область                | Упал после взлёта из-за отказа приборов                                                                              | [ 17 ]  |
| 15  | 107 | 16 ноября 1967 года   |                           | Ил-18В           | 1-й Свердловский ОАО                | близ Кольцова, Свердловская область                | Сразу после взлёта упал на землю                                                                                     | [ 18 ]  |
| 16  | 102 | 31 августа 1972 года  |                           | Ил-18В           | Алма-Атинский ОАО                   | Абзелиловский район Башкирской АССР                | Пожар на борту из-за возгорания багажа                                                                               | [ 19 ]  |
| 17  | 99  | 16 ноября 1981 года   |                           | Ту-154Б-2        | 1-й Красноярский ОАО                | Норильск                                           | Приземлился до полосы и врезался в радиомаяк                                                                         | [ 20 ]  |
| 18  | 97  | 25 июля 1971 года     |                           | Ту-104Б          | Толмачевский ОАО                    | Иркутск                                            | Разрушился при жёсткой посадке                                                                                       | [ 21 ]  |
| 19  | 94  | 3 мая 1985 года       |                           | Ту-134А Ан-26    | Таллинский ОАО 243 ОСАП             | близ Золочёва, Львовская область                   | Столкновение в воздухе                                                                                               | [ 22 ]  |
| 20  | 92  | 6 февраля 1970 года   |                           | Ил-18В           | Ташкентский ОАО                     | близ Самарканда                                    | Врезался в гору при заходе на посадку                                                                                | [ 23 ]  |
| 21  | 90  | 13 января 1977 года   |                           | Ту-104А          | Хабаровский ОАО                     | близ Алма-Аты                                      | Пожар на борту из-за отказа двигателя                                                                                | [ 24 ]  |
| 22  | 90  | 6 июля 1982 года      |                           | Ил-62М           | Шереметьевский ОАО                  | близ Менделеева, Московская область                | Упал после взлёта из-за ошибочного отключения двух двигателей                                                        | [ 25 ]  |
| 23  | 90  | 30 августа 1983 года  |                           | Ту-134А          | Казанский ОАО                       | Долан, близ Алма-Аты                               | Врезался в гору при заходе на посадку                                                                                | [ 26 ]  |
| 24  | 87  | 2 сентября 1964 года  |                           | Ил-18В           | 1-й Красноярский ОАО                | Холмский район Сахалинской области                 | Врезался в гору при заходе на посадку                                                                                | [ 27 ]  |
| 25  | 86  | 3 сентября 1962 года  |                           | Ту-104А          | 202 АОРС                            | Нанайский район Хабаровского края                  | По неустановленным причинам упал при наборе высоты                                                                   | [ 28 ]  |
| 26  | 84  | 30 июня 1962 года     |                           | Ту-104А          | 202 АОРС                            | близ Вознесенки, Красноярский край                 | Сваливание при экстренном снижении из-за пожара на борту                                                             | [ 29 ]  |
| 27  | 83  | 29 февраля 1968 года  |                           | Ил-18Д           | Хабаровский ОАО                     | Чунский район Иркутской области                    | При аварийном снижении разрушился от перегрузок                                                                      | [ 30 ]  |
| 28  | 81  | 28 июля 1962 года     |                           | Ан-10А           | 88 АТО                              | Гагрский район, близ Сочи                          | Врезался в гору при заходе на посадку                                                                                | [ 31 ]  |
| 29  | 81  | 18 мая 1973 года      |                           | Ту-104А          | Иркутский ОАО                       | Читинская область                                  | Взорван террористом                                                                                                  | [ 32 ]  |
| 30  | 80  | 17 октября 1958 года  |                           | Ту-104А          | 200 АОРС                            | Вурнарский район Чувашской АССР                    | Сваливание с эшелона из-за турбулентности и потери управления                                                        | [ 33 ]  |
| 31  | 79  | 24 февраля 1973 года  |                           | Ил-18В           | Душанбинский ОАО                    | Бустон, Ленинабадская область                      | При снижении вошёл в штопор и разрушился от перегрузок                                                               | [ 34 ]  |
| 32  | 77  | 15 февраля 1977 года  |                           | Ил-18В           | Ташкентский ОАО                     | близ Минеральных Вод                               | Сваливание при уходе на второй круг                                                                                  | [ 35 ]  |
| 33  | 77  | 11 декабря 1988 года  |                           | Ил-76М           | 128 ВТАП                            | близ Ленинакана                                    | Врезался в гору при заходе на посадку                                                                                | [ 36 ]  |
| 34  | 73  | 28 ноября 1976 года   | Разбившийся самолёт       | Ту-104Б          | 1-й Ленинградский ОАО               | близ Клушина, Московская область                   | Упал после взлёта из-за сбоя приборов                                                                                | [ 37 ]  |
| 35  | 70  | 26 марта 1952 года    |                           |                  | Аэрофлот Военно-воздушные силы СССР | Тула                                               | Авиалайнер при посадке врезался в военно-транспортный самолёт                                                        | [ 38 ]  |
| 36  | 70  | 9 сентября 1976 года  |                           | Ан-24РВ Як-40    | Гомельский ОАО Ростовский ОАО       | Чёрное море, близ Анапы                            | Столкновение в воздухе                                                                                               | [ 39 ]  |
| 37  | 70  | 20 октября 1986 года  |                           | Ту-134А          | Грозненский ОАО                     | Курумоч, Куйбышев                                  | Разрушился при жёсткой посадке, вызванной спором между пилотами                                                      | [ 40 ]  |
| 38  | 67  | 4 апреля 1963 года    |                           | Ил-18В           | 126 АО                              | Пестричинский район Татарской АССР                 | Упал с эшелона из-за сбоя в работе двигателя                                                                         | [ 41 ]  |
| 39  | 65  | 31 марта 1971 года    |                           | Ан-10            | Куйбышевский ОАО                    | Волнухино, близ Ворошиловграда                     | В полёте разрушилось крыло                                                                                           | [ 42 ]  |
| 40  | 64  | 15 августа 1958 года  | Разбившийся самолёт       | Ту-104А          | 200 АОРС                            | Хабаровский район                                  | Сваливание с эшелона из-за турбулентности и потери управления                                                        | [ 43 ]  |
| 41  | 64  | 4 января 1965 года    |                           | Ил-18Б           | Алма-Атинский ОАО                   | Алма-Ата                                           | Врезался в землю до ВПП при посадке                                                                                  | [ 44 ]  |
| 42  | 63  | 11 мая 1973 года      |                           | Ил-18Б           | Бакинский ОАО                       | Семипалатинская область                            | На эшелоне перешёл в резкое снижение и разрушился от перегрузок                                                      | [ 45 ]  |
| 43  | 63  | 29 августа 1979 года  |                           | Ту-124В          | Казанский ОАО                       | Кирсановский район Тамбовской области              | Разрушился в воздухе после случайного выпуска закрылков                                                              | [ 46 ]  |
| 44  | 62  | 3 января 1976 года    |                           | Ту-124В          | 1-й Минский ОАО                     | Санино, Московская область                         | Из-за сбоя авиагоризонтов после взлёта упал на деревню                                                               | [ 47 ]  |
| 45  | 61  | 28 ноября 1972 года   |                           | DC-8-62          | Japan Airlines                      | Шереметьево, Москва                                | Упал при взлёте из-за сваливания                                                                                     | [ 48 ]  |
| 46  | 59  | 17 декабря 1961 года  |                           | Ил-18Б           | 65 АО                               | Тарасовский район Ростовской области               | Из-за выпуска закрылков в полёте потерял управление и врезался в землю                                               | [ 49 ]  |
| 47  | 59  | 17 марта 1979 года    | Разбившийся самолёт       | Ту-104Б          | Одесский ОАО                        | близ Внукова и Киевского шоссе, Московская область | При возврате в аэропорт врезался в ЛЭП                                                                               | [ 50 ]  |
| 48  | 58  | 1 февраля 1985 года   |                           | Ту-134АК         | 1-й Минский ОАО                     | Червенский район, близ Минска                      | Вынужденная посадка на лес из-за отказа двигателей                                                                   | [ 51 ]  |
| 49  | 57  | 1 декабря 1971 года   |                           | Ан-24Б           | Саратовский ОАО                     | близ Саратова                                      | Сваливание при посадке из-за обледенения                                                                             | [ 52 ]  |
| 50  | 57  | 18 октября 1989 года  |                           | Ил-76МД          | 37 ВТАП                             | Каспийское море, близ Баку                         | Пожар двигателя, приведший к разрушению крыла                                                                        | [ 53 ]  |
| 51  | 56  | 18 августа 1973 года  |                           | Ан-24Б           | Махачкалинский ОАО                  | близ Баку                                          | Из-за отказа двигателя, после взлёта врезался в нефтяные вышки                                                       | [ 54 ]  |
| 52  | 55  | 3 августа 1969 года   |                           | Ан-24Б           | Львовский ОАО                       | Преображенка, Днепропетровская область             | Потеря управления из-за обрыва тяг отделившейся лопастью воздушного винта                                            | [ 55 ]  |
| 53  | 54  | 2 июля 1986 года      |                           | Ту-134АК         | Сыктывкарский ОАО                   | Копса, Сысольский район Коми АССР                  | Вынужденная посадка на лес из-за пожара на борту                                                                     | [ 56 ]  |
| 54  | 52  | 15 марта 1976 года    |                           | Ан-24РВ          | Киевский ОАО                        | Викторовка, близ Чернигова                         | Вошёл в штопор из-за сбоя руля направления                                                                           | [ 57 ]  |
| 55  | 51  | 16 декабря 1973 года  |                           | Ту-124В          | Вильнюсский ОАО                     | близ Карачарова, Московская область                | Упал с эшелона из-за сбоя триммера руля высоты                                                                       | [ 58 ]  |
| 56  | 51  | 7 ноября 1991 года    |                           | Як-40            | Элистинский ОАО                     | Кукурт-Баш, Дагестанская АССР                      | Врезался в гору при заходе на посадку                                                                                | [ 59 ]  |
| 57  | 50  | 7 февраля 1981 года   |                           | Ту-104А          | 25 МРАД                             | Пушкин, Ленинградская область                      | При взлёте перевернулся и упал на землю                                                                              | [ 60 ]  |
| 58  | 49  | 18 мая 1935 года      | Разбившийся самолёт       | АНТ-20 И-5       | ЦАГИ                                | Сокол, Москва                                      | Столкновение в воздухе и падение на жилой район                                                                      | [ 61 ]  |
| 59  | 49  | 16 сентября 1971 года |                           | Ту-134           | Malév Hungarian Airlines            | Малая Тарасовка, Киевская область                  | Врезался в землю после отказа электропитания и приборов                                                              | [ 62 ]  |
| 60  | 48  | 12 ноября 1971 года   |                           | Ан-24Б           | Киевский ОАО                        | Винница                                            | Сваливание при уходе на второй круг                                                                                  | [ 63 ]  |
| 61  | 48  | 17 декабря 1976 года  |                           | Ан-24            | Киевский ОАО                        | Киев                                               | Врезался в здание радиомаяка при посадке                                                                             | [ 64 ]  |
| 62  | 48  | 14 июня 1981 года     |                           | Ил-14М           | Улан-Удэнский ОАО                   | Святой Нос, Байкал                                 | Врезался в гору при заходе на посадку                                                                                | [ 65 ]  |
| 63  | 46  | 1 августа 1990 года   |                           | Як-40            | 2-й Ереванский ОАО                  | Лачинский район, близ Степанакерта                 | Врезался в гору при заходе на посадку                                                                                | [ 66 ]  |
| 64  | 45  | 13 января 1943 года   | Разбившийся самолёт       | Ju 290V1         | Luftwaffe                           | Питомник, Сталинград                               | Сваливание при взлёте                                                                                                | [ 67 ]  |
| 65  | 45  | 29 декабря 1954 года  |                           |                  | Аэрофлот                            | Московская область                                 | Подробности неизвестны. Среди жертв были 15 членов восточногерманской культурной делегации, возвращавшихся в Берлин. | [ 68 ]  |
| 66  | 45  | 6 января 1968 года    |                           | Ан-24Б           | Якутский ОАО                        | близ Олёкминска, Якутская АССР                     | На эшелоне перешёл в резкое снижение и разрушился от перегрузок                                                      | [ 69 ]  |
| 67  | 45  | 1 апреля 1970 года    |                           | Ан-24Б           | Толмачевский ОАО                    | Тогучинский район Новосибирской области            | Столкновение с метеозондом                                                                                           | [ 70 ]  |
| 68  | 44  | 24 декабря 1983 года  |                           | Ан-24РВ          | Архангельский ОАО                   | Лешуконское, Архангельская область                 | Сваливание при уходе на второй круг                                                                                  | [ 71 ]  |
| 69  | 43  | 20 марта 1965 года    |                           | Ан-24            | 1-й Свердловский ОАО                | Ханты-Мансийск                                     | Врезался в землю до полосы                                                                                           | [ 72 ]  |
| 70  | 43  | 30 декабря 1967 года  |                           | Ан-24Б           | Рижский ОАО                         | Лиепая                                             | Отказ двигателя при уходе на второй круг                                                                             | [ 73 ]  |
| 71  | 41  | 26 ноября 1991 года   |                           | Ан-24РВ          | Авиалинии Татарстана                | Бугульма                                           | Из-за обледенения при посадке перешёл в пике                                                                         | [ 74 ]  |
| 72  | 40  | 16 ноября 1959 года   |                           | Ан-10            | 86 АТО                              | близ Львова                                        | Из-за обледенения при посадке перешёл в пике                                                                         | [ 75 ]  |
| 73  | 40  | 28 июня 1969 года     |                           | Ил-14Г           | Фрунзенский ОАО                     | Киргизский хребет, близ Таласа                     | Врезался в гору из-за отклонения с маршрута                                                                          | [ 76 ]  |
| 74  | 40  | 15 июля 1975 года     |                           | Як-40            | Ереванский ОАО                      | Аджарская АССР, близ Батуми                        | Врезался в гору при заходе на посадку                                                                                | [ 77 ]  |
| 75  | 40  | 3 сентября 1979 года  |                           | Ан-24Б           | Архангельский ОАО                   | Ненецкий АО, близ Амдермы                          | Врезался в сопку при заходе на посадку                                                                               | [ 78 ]  |
| 76  | 40  | 18 сентября 1981 года |                           | Як-40 Ми-8ТВ     | Братский ОАО                        | Нижнеилимский район Иркутской области              | Столкновение в воздухе                                                                                               | [ 79 ]  |
| 77  | 39  | 21 января 1973 года   |                           | Ан-24Б           | Краснодарский ОАО                   | Большесосновский район Пермской области            | Столкновение в воздухе с неизвестным объектом                                                                        | [ 80 ]  |
| 78  | 39  | 20 июля 1977 года     |                           | Авиа-14М         | Иркутский ОАО                       | Витим                                              | При взлёте врезался в столбы освещения и деревья                                                                     | [ 81 ]  |
| 79  | 38  | 1 ноября 1974 года    |                           | Ан-2 Ми-8Т       | Сургутский ОАО 235 ОАО              | близ Сургута                                       | Столкновение в воздухе                                                                                               | [ 82 ]  |
| 80  | 38  | 17 ноября 1975 года   |                           | Ан-24РВ          | Краснодарский ОАО                   | Апшара, близ Гали                                  | Врезался в гору при заходе на посадку                                                                                | [ 83 ]  |
| 81  | 38  | 7 октября 1978 года   |                           | Як-40            | Джамбульский ОАО                    | близ Свердловска                                   | После взлёта из-за отказа двигателей врезался в гору                                                                 | [ 84 ]  |
| 82  | 38  | 3 января 1984 года    |                           | Ми-6А            | 1-й Тюменский ОАО                   | Новоаганск                                         | Упал после взлёта из-за перегруза                                                                                    | [ 85 ]  |
| 83  | 38  | 2 марта 1986 года     |                           | Ан-24Б           | Быковский ОАО                       | близ Бугульмы                                      | Сваливание при посадке из-за отказа двигателя                                                                        | [ 86 ]  |
| 84  | 37  | 2 сентября 1970 года  |                           | Ту-124           | Вильнюсский ОАО                     | Верхнеднепровский район Днепропетровской области   | Упал с эшелона по неустановленным причинам                                                                           | [ 87 ]  |
| 85  | 37  | 24 августа 1981 года  |                           | Ан-24РВ Ту-16К   | Южно-Сахалинский ОАО 303 ТБАП       | Завитинский район Амурской области                 | Столкновение в воздухе                                                                                               | [ 88 ]  |
| 86  | 37  | 26 октября 1989 года  |                           | Ан-26            | 84 ОСАП                             | Ааг, Камчатская область                            | Врезался в гору при заходе на посадку                                                                                | [ 89 ]  |
| 87  | 36  | 14 декабря 1942 года  | Разбившийся самолёт       | АНТ-20бис        | Узбекское управление ГВФ            | близ Ташкента                                      | Из-за ошибки экипажа упал с эшелона                                                                                  | [ 90 ]  |
| 88  | 35  | 6 мая 1983 года       |                           | Ан-26            | 84 ОСАП                             | Камчатская область, близ Ключей                    | Врезался в деревья при заходе на посадку                                                                             | [ 89 ]  |
| 89  | 34  | 17 августа 1960 года  |                           | Ил-18Б           | 235 АООН ГВФ                        | Тарасовичи, Киевская область                       | Пожар двигателя и разрушение крыла                                                                                   | [ 91 ]  |
| 90  | 34  | 28 января 1970 года   |                           | Ан-24Б           | Якутский ОАО                        | Якутская АССР, близ Батагая                        | Врезался в гору при заходе на посадку                                                                                | [ 92 ]  |
| 91  | 34  | 16 марта 1972 года    |                           | Ан-24Т           | 263 ОТАП                            | Светлогорск                                        | При полёте на малой высоте врезался в деревья и упал на детский сад                                                  | [ 93 ]  |
| 92  | 34  | 23 марта 1991 года    | Разбившийся самолёт       | Ан-24РВ          | Самаркандский ОАО                   | Навои                                              | При посадке выкатился на стройплощадку                                                                               | [ 94 ]  |
| 93  | 33  | 13 июля 1963 года     |                           | Ту-104Б          | Восточно-Сибирское ТУ ГВФ           | близ Иркутска                                      | При посадке врезался в опоры ОВИ                                                                                     | [ 95 ]  |
| 94  | 33  | 23 апреля 1966 года   |                           | Ил-14            | Бакинский ОАО                       | Каспийское море, близ Баку                         | Вынужденное приводнение после отказа двигателей                                                                      | [ 96 ]  |
| 95  | 32  | 26 февраля 1960 года  |                           | Ан-10            | 86 АТО                              | близ Львова                                        | Из-за обледенения при посадке перешёл в пике                                                                         | [ 97 ]  |
| 96  | 32  | 31 декабря 1961 года  |                           | Ил-18В           | Армянская оа ГВФ                    | близ Минеральных Вод                               | При уходе на второй круг врезался в холм                                                                             | [ 98 ]  |
| 97  | 32  | 18 сентября 1962 года |                           | Ил-14М           | 185 ао                              | Белая Стрелка, близ Нижних Крестов                 | Врезался в гору из-за уклонения с маршрута                                                                           | [ 99 ]  |
| 98  | 32  | 24 августа 1963 года  |                           | Авиа-14П         | Тбилисский ОАО                      | близ Кутаиси                                       | Врезался в гору из-за уклонения с маршрута                                                                           | [ 100 ] |
| 99  | 32  | 10 ноября 1965 года   |                           | Ту-124В          | Ленинградский ОАО                   | Килпъявр, Мурманская область                       | Заходя на посадку врезался в лёд озера                                                                               | [ 101 ] |
| 100 | 32  | 28 февраля 1973 года  |                           | Як-40            | Семипалатинский ОАО                 | близ Семипалатинска                                | Упал и взорвался сразу после взлёта                                                                                  | [ 102 ] |
| 101 | 32  | 21 ноября 1989 года   |                           | Ан-24Б           | Пермский ОАО                        | Советский, ХМАО                                    | Врезался в деревья при посадке                                                                                       | [ 103 ] |

## Хронология крупнейших катастроф
Авиационные катастрофы, которые на момент событий являлись крупнейшими в Союзе Советских Социалистических Республик (30 декабря 1922 года — 26 декабря 1991 года)
| ЧП  | Дата                 | Изображение                           | ВС               | Оператор                                         | Место                                       | Описание | И       |
| --- | -------------------- | ------------------------------------- | ---------------- | ------------------------------------------------ | ------------------------------------------- | --- | ------- |
| 1   | 15 июля 1923 года    | Junkers F.13, идентичный разбившемуся | Junkers F.13     | Добролёт                                         | река Москва                                 | Самолёт утонул. Погиб пилот Фритц Кесснер (Fritz Kiessner) | [ 104 ] |
| 3   | 18 ноября 1923 года  | Junkers F.13, идентичный разбившемуся | Junkers F.13     | Академия Воздушного Флота имени Н. Е. Жуковского | Москва                                      | Тренировочный полёт. Погибли: начальник отдела учебных заведений Воздушного Флота РСФСР Б. К. Веллинг, моторист Тимашов и слушатель академии Н. Е. Жуковского | [ 105 ] |
| 5   | 22 марта 1925 года   | Junkers F.13, идентичный разбившемуся | Junkers F.13     | Закавиа                                          | близ Тифлиса                                | Самолёт загорелся, врезался в землю и взорвался | [ 106 ] |
| 8   | 5 сентября 1933 года |                                       | АНТ-7            | Московский авиационный завод № 22                | у ст. Лопасня, Московская область           | Врезался в дерево при сложных погодных условиях | [ 106 ] |
| 15  | 21 ноября 1933 года  | Модель разбившегося самолёта          | К-7              | Харьковский авиационный завод                    | близ Харькова                               | Разрушился при испытаниях | [ 107 ] |
| 49  | 18 мая 1935 года     | Разбившийся самолёт                   | АНТ-20 И-5       | ЦАГИ                                             | Сокол, Москва                               | Столкновение в воздухе и падение на жилой район | [ 61 ]  |
| 70  | 26 марта 1952 года   |                                       |                  | Аэрофлот Военно-воздушные силы СССР              | Тула                                        | Авиалайнер при посадке врезался в военно-транспортный самолёт                                                                                                 | [ 38 ]  |
| 80  | 17 октября 1958 года |                                       | Ту-104А          | 200 АОРС                                         | Вурнарский район Чувашской АССР             | Сваливание с эшелона из-за турбулентности и потери управления                                                                                                 | [ 33 ]  |
| 84  | 30 июня 1962 года    |                                       | Ту-104А          | 202 АОРС                                         | близ Вознесенки, Красноярский край          | Сваливание при экстренном снижении из-за пожара на борту | [ 29 ]  |
| 86  | 3 сентября 1962 года |                                       | Ту-104А          | 202 АОРС                                         | Нанайский район Хабаровского края           | По неустановленным причинам упал при наборе высоты | [ 28 ]  |
| 87  | 2 сентября 1964 года |                                       | Ил-18В           | 1-й Красноярский ОАО                             | Холмский район Сахалинской области          | Врезался в гору при заходе на посадку | [ 27 ]  |
| 107 | 16 ноября 1967 года  |                                       | Ил-18В           | 1-й Свердловский ОАО                             | близ Кольцова, Свердловская область         | Сразу после взлёта упал на землю | [ 18 ]  |
| 120 | 23 июня 1969 года    |                                       | Ан-12БП Ил-14М   | 600 ВТАП Симферопольский ОАО                     | Юхновский район Калужской области           | Столкновение в воздухе | [ 12 ]  |
| 122 | 18 мая 1972 года     |                                       | Ан-10А           | Харьковский ОАО                                  | Русская Лозовая, близ Харькова              | В полёте разрушилось крыло | [ 10 ]  |
| 174 | 13 октября 1972 года |                                       | Ил-62            | Шереметьевский ОАО                               | Нерское озеро, Московская область           | Заходя на посадку перешёл в снижение и врезался в землю | [ 7 ]   |
| 178 | 11 августа 1979 года |                                       | Ту-134А Ту-134АК | Кишинёвский ОАО Минский ОАО                      | Петриковский район, близ Днепродзержинска   | Столкновение в воздухе | [ 5 ]   |
| 200 | 10 июля 1985 года    |                                       | Ту-154Б-2        | Ташкентский ОАО                                  | Кокпатас, близ Учкудука, Навоийская область | Из-за ошибки экипажа упал с эшелона | [ 2 ]   |